# 1373
Portal Geschichte | Portal Biografien | Aktuelle Ereignisse | Jahreskalender | Tagesartikel

◄ |
13. Jahrhundert |
14. Jahrhundert
| 15. Jahrhundert | ►

◄ |
1340er |
1350er |
1360er |
1370er
| 1380er | 1390er | 1400er | ►

◄◄ |
◄ |
1369 |
1370 |
1371 |
1372 |
1373
| 1374 | 1375 | 1376 | 1377 | ► | ►►
Staatsoberhäupter  · Nekrolog
| Januar | Januar | Januar | Januar | Januar | Januar | Januar | Januar |
| Kw     | Mo     | Di     | Mi     | Do     | Fr     | Sa     | So     |
| ------ | ------ | ------ | ------ | ------ | ------ | ------ | ------ |
| 53     |        |        |        |        |        | 1      | 2      |
| 1      | 3      | 4      | 5      | 6      | 7      | 8      | 9      |
| 2      | 10     | 11     | 12     | 13     | 14     | 15     | 16     |
| 3      | 17     | 18     | 19     | 20     | 21     | 22     | 23     |
| 4      | 24     | 25     | 26     | 27     | 28     | 29     | 30     |
| 5      | 31     |        |        |        |        |        |        |

| Februar | Februar | Februar | Februar | Februar | Februar | Februar | Februar |
| Kw      | Mo      | Di      | Mi      | Do      | Fr      | Sa      | So      |
| ------- | ------- | ------- | ------- | ------- | ------- | ------- | ------- |
| 5       |         | 1       | 2       | 3       | 4       | 5       | 6       |
| 6       | 7       | 8       | 9       | 10      | 11      | 12      | 13      |
| 7       | 14      | 15      | 16      | 17      | 18      | 19      | 20      |
| 8       | 21      | 22      | 23      | 24      | 25      | 26      | 27      |
| 9       | 28      |         |         |         |         |         |         |

| März | März | März | März | März | März | März | März |
| Kw   | Mo   | Di   | Mi   | Do   | Fr   | Sa   | So   |
| ---- | ---- | ---- | ---- | ---- | ---- | ---- | ---- |
| 9    |      | 1    | 2    | 3    | 4    | 5    | 6    |
| 10   | 7    | 8    | 9    | 10   | 11   | 12   | 13   |
| 11   | 14   | 15   | 16   | 17   | 18   | 19   | 20   |
| 12   | 21   | 22   | 23   | 24   | 25   | 26   | 27   |
| 13   | 28   | 29   | 30   | 31   |      |      |      |

| April | April | April | April | April | April | April | April |
| Kw    | Mo    | Di    | Mi    | Do    | Fr    | Sa    | So    |
| ----- | ----- | ----- | ----- | ----- | ----- | ----- | ----- |
| 13    |       |       |       |       | 1     | 2     | 3     |
| 14    | 4     | 5     | 6     | 7     | 8     | 9     | 10    |
| 15    | 11    | 12    | 13    | 14    | 15    | 16    | 17    |
| 16    | 18    | 19    | 20    | 21    | 22    | 23    | 24    |
| 17    | 25    | 26    | 27    | 28    | 29    | 30    |       |

| Mai | Mai | Mai | Mai | Mai | Mai | Mai | Mai |
| Kw  | Mo  | Di  | Mi  | Do  | Fr  | Sa  | So  |
| --- | --- | --- | --- | --- | --- | --- | --- |
| 17  |     |     |     |     |     |     | 1   |
| 18  | 2   | 3   | 4   | 5   | 6   | 7   | 8   |
| 19  | 9   | 10  | 11  | 12  | 13  | 14  | 15  |
| 20  | 16  | 17  | 18  | 19  | 20  | 21  | 22  |
| 21  | 23  | 24  | 25  | 26  | 27  | 28  | 29  |
| 22  | 30  | 31  |     |     |     |     |     |

| Juni | Juni | Juni | Juni | Juni | Juni | Juni | Juni |
| Kw   | Mo   | Di   | Mi   | Do   | Fr   | Sa   | So   |
| ---- | ---- | ---- | ---- | ---- | ---- | ---- | ---- |
| 22   |      |      | 1    | 2    | 3    | 4    | 5    |
| 23   | 6    | 7    | 8    | 9    | 10   | 11   | 12   |
| 24   | 13   | 14   | 15   | 16   | 17   | 18   | 19   |
| 25   | 20   | 21   | 22   | 23   | 24   | 25   | 26   |
| 26   | 27   | 28   | 29   | 30   |      |      |      |

| Juli | Juli | Juli | Juli | Juli | Juli | Juli | Juli |
| Kw   | Mo   | Di   | Mi   | Do   | Fr   | Sa   | So   |
| ---- | ---- | ---- | ---- | ---- | ---- | ---- | ---- |
| 26   |      |      |      |      | 1    | 2    | 3    |
| 27   | 4    | 5    | 6    | 7    | 8    | 9    | 10   |
| 28   | 11   | 12   | 13   | 14   | 15   | 16   | 17   |
| 29   | 18   | 19   | 20   | 21   | 22   | 23   | 24   |
| 30   | 25   | 26   | 27   | 28   | 29   | 30   | 31   |

| August | August | August | August | August | August | August | August |
| Kw     | Mo     | Di     | Mi     | Do     | Fr     | Sa     | So     |
| ------ | ------ | ------ | ------ | ------ | ------ | ------ | ------ |
| 31     | 1      | 2      | 3      | 4      | 5      | 6      | 7      |
| 32     | 8      | 9      | 10     | 11     | 12     | 13     | 14     |
| 33     | 15     | 16     | 17     | 18     | 19     | 20     | 21     |
| 34     | 22     | 23     | 24     | 25     | 26     | 27     | 28     |
| 35     | 29     | 30     | 31     |        |        |        |        |

| September | September | September | September | September | September | September | September |
| Kw        | Mo        | Di        | Mi        | Do        | Fr        | Sa        | So        |
| --------- | --------- | --------- | --------- | --------- | --------- | --------- | --------- |
| 35        |           |           |           | 1         | 2         | 3         | 4         |
| 36        | 5         | 6         | 7         | 8         | 9         | 10        | 11        |
| 37        | 12        | 13        | 14        | 15        | 16        | 17        | 18        |
| 38        | 19        | 20        | 21        | 22        | 23        | 24        | 25        |
| 39        | 26        | 27        | 28        | 29        | 30        |           |           |

| Oktober | Oktober | Oktober | Oktober | Oktober | Oktober | Oktober | Oktober |
| Kw      | Mo      | Di      | Mi      | Do      | Fr      | Sa      | So      |
| ------- | ------- | ------- | ------- | ------- | ------- | ------- | ------- |
| 39      |         |         |         |         |         | 1       | 2       |
| 40      | 3       | 4       | 5       | 6       | 7       | 8       | 9       |
| 41      | 10      | 11      | 12      | 13      | 14      | 15      | 16      |
| 42      | 17      | 18      | 19      | 20      | 21      | 22      | 23      |
| 43      | 24      | 25      | 26      | 27      | 28      | 29      | 30      |
| 44      | 31      |         |         |         |         |         |         |

| November | November | November | November | November | November | November | November |
| Kw       | Mo       | Di       | Mi       | Do       | Fr       | Sa       | So       |
| -------- | -------- | -------- | -------- | -------- | -------- | -------- | -------- |
| 44       |          | 1        | 2        | 3        | 4        | 5        | 6        |
| 45       | 7        | 8        | 9        | 10       | 11       | 12       | 13       |
| 46       | 14       | 15       | 16       | 17       | 18       | 19       | 20       |
| 47       | 21       | 22       | 23       | 24       | 25       | 26       | 27       |
| 48       | 28       | 29       | 30       |          |          |          |          |

| Dezember | Dezember | Dezember | Dezember | Dezember | Dezember | Dezember | Dezember |
| Kw       | Mo       | Di       | Mi       | Do       | Fr       | Sa       | So       |
| -------- | -------- | -------- | -------- | -------- | -------- | -------- | -------- |
| 48       |          |          |          | 1        | 2        | 3        | 4        |
| 49       | 5        | 6        | 7        | 8        | 9        | 10       | 11       |
| 50       | 12       | 13       | 14       | 15       | 16       | 17       | 18       |
| 51       | 19       | 20       | 21       | 22       | 23       | 24       | 25       |
| 52       | 26       | 27       | 28       | 29       | 30       | 31       |          |

| Januar | Januar | Januar | Januar | Januar | Januar | Januar | Januar |
| Kw     | Mo     | Di     | Mi     | Do     | Fr     | Sa     | So     |
| ------ | ------ | ------ | ------ | ------ | ------ | ------ | ------ |
| 53     |        |        |        |        |        | 1      | 2      |
| 1      | 3      | 4      | 5      | 6      | 7      | 8      | 9      |
| 2      | 10     | 11     | 12     | 13     | 14     | 15     | 16     |
| 3      | 17     | 18     | 19     | 20     | 21     | 22     | 23     |
| 4      | 24     | 25     | 26     | 27     | 28     | 29     | 30     |
| 5      | 31     |        |        |        |        |        |        |

| Februar | Februar | Februar | Februar | Februar | Februar | Februar | Februar |
| Kw      | Mo      | Di      | Mi      | Do      | Fr      | Sa      | So      |
| ------- | ------- | ------- | ------- | ------- | ------- | ------- | ------- |
| 5       |         | 1       | 2       | 3       | 4       | 5       | 6       |
| 6       | 7       | 8       | 9       | 10      | 11      | 12      | 13      |
| 7       | 14      | 15      | 16      | 17      | 18      | 19      | 20      |
| 8       | 21      | 22      | 23      | 24      | 25      | 26      | 27      |
| 9       | 28      |         |         |         |         |         |         |

| März | März | März | März | März | März | März | März |
| Kw   | Mo   | Di   | Mi   | Do   | Fr   | Sa   | So   |
| ---- | ---- | ---- | ---- | ---- | ---- | ---- | ---- |
| 9    |      | 1    | 2    | 3    | 4    | 5    | 6    |
| 10   | 7    | 8    | 9    | 10   | 11   | 12   | 13   |
| 11   | 14   | 15   | 16   | 17   | 18   | 19   | 20   |
| 12   | 21   | 22   | 23   | 24   | 25   | 26   | 27   |
| 13   | 28   | 29   | 30   | 31   |      |      |      |

| April | April | April | April | April | April | April | April |
| Kw    | Mo    | Di    | Mi    | Do    | Fr    | Sa    | So    |
| ----- | ----- | ----- | ----- | ----- | ----- | ----- | ----- |
| 13    |       |       |       |       | 1     | 2     | 3     |
| 14    | 4     | 5     | 6     | 7     | 8     | 9     | 10    |
| 15    | 11    | 12    | 13    | 14    | 15    | 16    | 17    |
| 16    | 18    | 19    | 20    | 21    | 22    | 23    | 24    |
| 17    | 25    | 26    | 27    | 28    | 29    | 30    |       |

| Mai | Mai | Mai | Mai | Mai | Mai | Mai | Mai |
| Kw  | Mo  | Di  | Mi  | Do  | Fr  | Sa  | So  |
| --- | --- | --- | --- | --- | --- | --- | --- |
| 17  |     |     |     |     |     |     | 1   |
| 18  | 2   | 3   | 4   | 5   | 6   | 7   | 8   |
| 19  | 9   | 10  | 11  | 12  | 13  | 14  | 15  |
| 20  | 16  | 17  | 18  | 19  | 20  | 21  | 22  |
| 21  | 23  | 24  | 25  | 26  | 27  | 28  | 29  |
| 22  | 30  | 31  |     |     |     |     |     |

| Juni | Juni | Juni | Juni | Juni | Juni | Juni | Juni |
| Kw   | Mo   | Di   | Mi   | Do   | Fr   | Sa   | So   |
| ---- | ---- | ---- | ---- | ---- | ---- | ---- | ---- |
| 22   |      |      | 1    | 2    | 3    | 4    | 5    |
| 23   | 6    | 7    | 8    | 9    | 10   | 11   | 12   |
| 24   | 13   | 14   | 15   | 16   | 17   | 18   | 19   |
| 25   | 20   | 21   | 22   | 23   | 24   | 25   | 26   |
| 26   | 27   | 28   | 29   | 30   |      |      |      |

| Juli | Juli | Juli | Juli | Juli | Juli | Juli | Juli |
| Kw   | Mo   | Di   | Mi   | Do   | Fr   | Sa   | So   |
| ---- | ---- | ---- | ---- | ---- | ---- | ---- | ---- |
| 26   |      |      |      |      | 1    | 2    | 3    |
| 27   | 4    | 5    | 6    | 7    | 8    | 9    | 10   |
| 28   | 11   | 12   | 13   | 14   | 15   | 16   | 17   |
| 29   | 18   | 19   | 20   | 21   | 22   | 23   | 24   |
| 30   | 25   | 26   | 27   | 28   | 29   | 30   | 31   |

| August | August | August | August | August | August | August | August |
| Kw     | Mo     | Di     | Mi     | Do     | Fr     | Sa     | So     |
| ------ | ------ | ------ | ------ | ------ | ------ | ------ | ------ |
| 31     | 1      | 2      | 3      | 4      | 5      | 6      | 7      |
| 32     | 8      | 9      | 10     | 11     | 12     | 13     | 14     |
| 33     | 15     | 16     | 17     | 18     | 19     | 20     | 21     |
| 34     | 22     | 23     | 24     | 25     | 26     | 27     | 28     |
| 35     | 29     | 30     | 31     |        |        |        |        |

| September | September | September | September | September | September | September | September |
| Kw        | Mo        | Di        | Mi        | Do        | Fr        | Sa        | So        |
| --------- | --------- | --------- | --------- | --------- | --------- | --------- | --------- |
| 35        |           |           |           | 1         | 2         | 3         | 4         |
| 36        | 5         | 6         | 7         | 8         | 9         | 10        | 11        |
| 37        | 12        | 13        | 14        | 15        | 16        | 17        | 18        |
| 38        | 19        | 20        | 21        | 22        | 23        | 24        | 25        |
| 39        | 26        | 27        | 28        | 29        | 30        |           |           |

| Oktober | Oktober | Oktober | Oktober | Oktober | Oktober | Oktober | Oktober |
| Kw      | Mo      | Di      | Mi      | Do      | Fr      | Sa      | So      |
| ------- | ------- | ------- | ------- | ------- | ------- | ------- | ------- |
| 39      |         |         |         |         |         | 1       | 2       |
| 40      | 3       | 4       | 5       | 6       | 7       | 8       | 9       |
| 41      | 10      | 11      | 12      | 13      | 14      | 15      | 16      |
| 42      | 17      | 18      | 19      | 20      | 21      | 22      | 23      |
| 43      | 24      | 25      | 26      | 27      | 28      | 29      | 30      |
| 44      | 31      |         |         |         |         |         |         |

| November | November | November | November | November | November | November | November |
| Kw       | Mo       | Di       | Mi       | Do       | Fr       | Sa       | So       |
| -------- | -------- | -------- | -------- | -------- | -------- | -------- | -------- |
| 44       |          | 1        | 2        | 3        | 4        | 5        | 6        |
| 45       | 7        | 8        | 9        | 10       | 11       | 12       | 13       |
| 46       | 14       | 15       | 16       | 17       | 18       | 19       | 20       |
| 47       | 21       | 22       | 23       | 24       | 25       | 26       | 27       |
| 48       | 28       | 29       | 30       |          |          |          |          |

| Dezember | Dezember | Dezember | Dezember | Dezember | Dezember | Dezember | Dezember |
| Kw       | Mo       | Di       | Mi       | Do       | Fr       | Sa       | So       |
| -------- | -------- | -------- | -------- | -------- | -------- | -------- | -------- |
| 48       |          |          |          | 1        | 2        | 3        | 4        |
| 49       | 5        | 6        | 7        | 8        | 9        | 10       | 11       |
| 50       | 12       | 13       | 14       | 15       | 16       | 17       | 18       |
| 51       | 19       | 20       | 21       | 22       | 23       | 24       | 25       |
| 52       | 26       | 27       | 28       | 29       | 30       | 31       |          |

## Ereignisse

### Politik und Weltgeschehen

#### Heiliges Römisches Reich

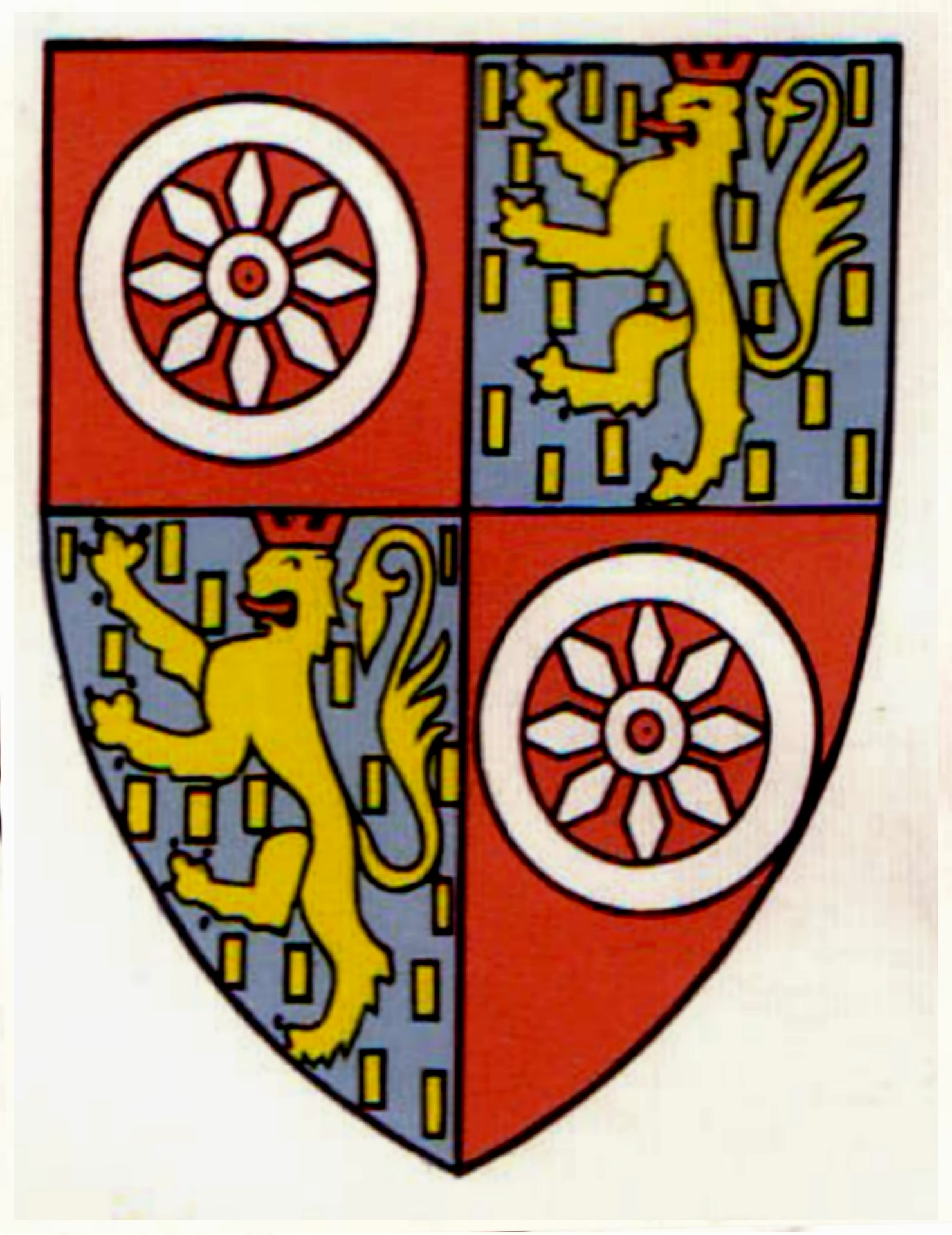
Wappen Adolfs von Nassau als Erzbischof von Mainz

- 4. April: Nach dem überraschenden Tod von Johann von Luxemburg-Ligny, Erzbischof und Kurfürst von Mainz, kommen Gerüchte über einen Giftmord auf, die aber unbestätigt bleiben. Ein Teil des Mainzer Domkapitels wählt Adolf von Nassau zum Administrator des Erzstiftes. Papst Gregor XI. ernennt jedoch auf Wunsch von Kaiser Karl IV. stattdessen Ludwig von Meißen zum neuen Mainzer Erzbischof. Das führt zum sogenannten Mainzer Schisma, jahrelangen kriegerischen Auseinandersetzungen, die besonders in Thüringen und im mainzischen Eichsfeld ausgetragen werden.
- 15. August: Im Vertrag von Fürstenwalde erhält Kaiser Karl IV. die Mark Brandenburg vom Markgrafen Otto V. Das Haus Wittelsbach erhält im Gegenzug 500.000 Gulden sowie einige Städte und Schlösser in der Oberpfalz aus kaiserlichem Besitz. Karl IV. schlägt die Mark dem Königreich Böhmen zu.
- 15. November: Die Würzburger Zunfturkunde ist eine Bündnisurkunde, welche ein Bündnis zwischen der Stadt Würzburg und den Meistern aller Würzburger Zünfte herstellt und die Eintracht der Stadt, sowie die allgemeine Ordnung sichern soll. Sie enthält die ausführlichste Aufzählung aller Zünfte mit den Siegeln von 37 Zünften. Jeder Zunft wird der Zunftmeister vorangestellt und danach alle Mitglieder der Zunft eingeschlossen.

#### Westeuropa

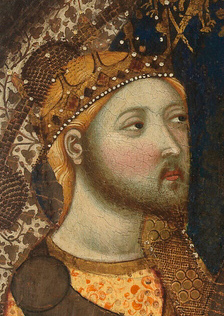
Heinrich II. von Kastilien

Im zweiten Ferdinandinischen Krieg, der im Dezember des Vorjahres ausgebrochen ist, marschiert der militärisch überlegene Heinrich II. von Kastilien bis Lissabon. Kurze Zeit später erreicht auch die kastilische Flotte unter Ambrosio Boccanegra die Hauptstadt Portugals und besiegt am 7. März die portugiesische Flotte, die sich unter dem zögerlichen Befehl Lanzarote Pessanhas befindet, in der Seeschlacht von Lissabon. Da es für das mit Portugal verbündete Königreich England nach der schweren Niederlage in der Seeschlacht von La Rochelle im vorigen Jahr unmöglich ist, Unterstützung zu schicken, kann Heinrich II. dem portugiesischen König Ferdinand I. am 19. März den Vertrag von Santarém aufzwingen. Ferdinand muss die Anhänger von Heinrichs Vorgänger Peter I. aus Portugal vertreiben, die damit jegliche Hoffnung auf den Sturz Heinrichs verlieren. Weiters muss Ferdinand mehrere Geiseln stellen, darunter Admiral Lanzarote Pessanha und Juan Alfonso Tello, den Bruder der Königin. Außerdem erhält Heinrich mehrere portugiesische Ortschaften als Sicherstellung für die Umsetzung des Vertrages.

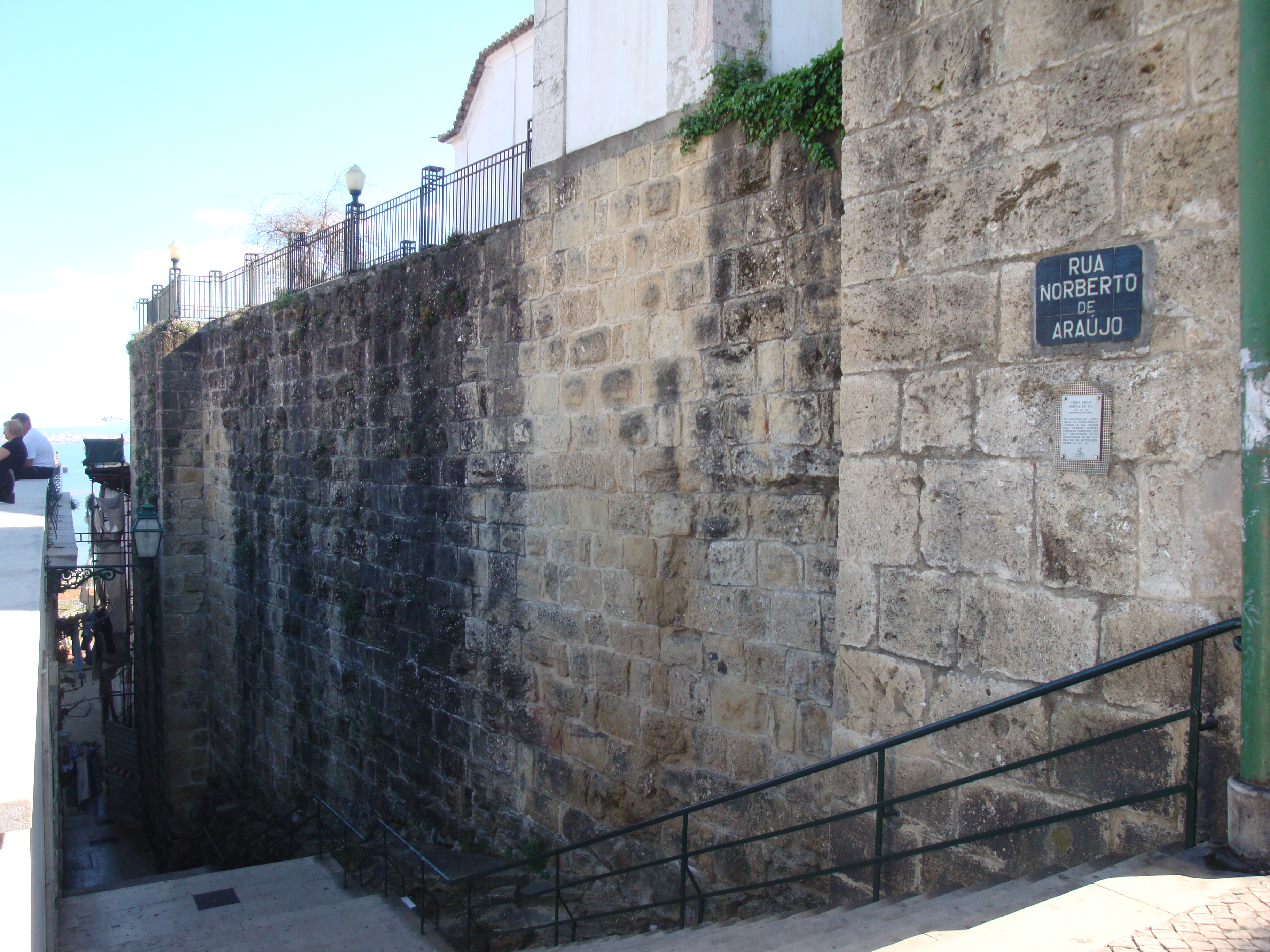
Die Ferdinandinische Mauer in Lissabon heute

Im September beginnt Ferdinand als Konsequenz des verlorenen Krieges den Bau einer neuen Mauer um Lissabon. Die Errichtung der Ferdinandinischen Mauer dauert bis 1375.

#### Balkan
- Der bulgarische Zar Iwan Schischman ist nach seiner vernichtenden Niederlage 1371 gezwungen, die Suzeränität des Osmanischen Reichs über sein Reich anzuerkennen.
- Schloss Banfi, ein Bauwerk unweit von Štrigova in der Gespanschaft Međimurje, wird erstmals urkundlich erwähnt.

#### Asien
- Konstantin VI., König von Kleinarmenien, wird ermordet. Nachfolger wird sein entfernter Cousin Leon VI.
- König Fa Ngum von Lan Xang wird nach einem langjährigen Streit über die Richtung des Buddhismus im Land entmachtet. Sein Sohn Samsaenthai übernimmt die Regentschaft in dem laotischen Königreich.
- Truppen von Muhammad bin Tughluq, Sultan von Delhi, erobern und plündern die Stadt Surat.

#### Stadtrechte und urkundliche Ersterwähnungen
- 1. Oktober: Krefeld erhält von Kaiser Karl IV. die Stadtrechte.

### Wissenschaft und Kultur

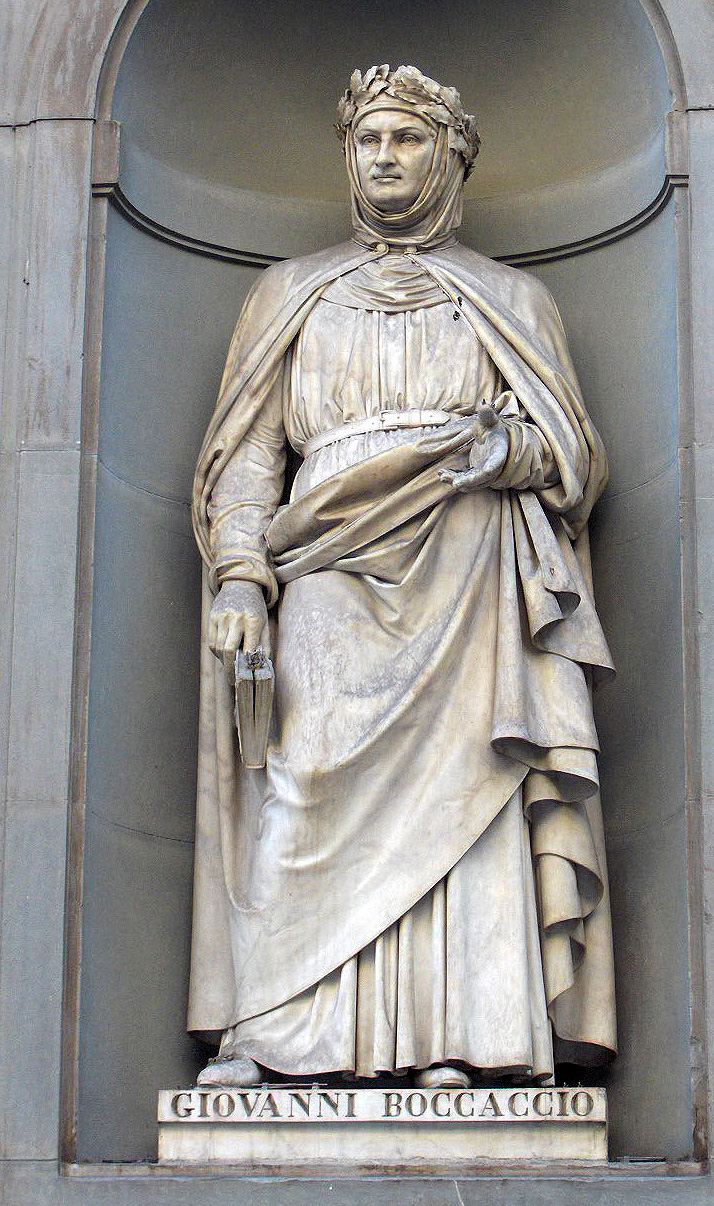
Standbild Boccaccios in den Uffizien, Florenz

- Florenz überträgt Giovanni Boccaccio den ersten öffentlichen Lehrstuhl zur Erklärung der Divina Commedia von Dante, doch kann Boccaccio seine Vorlesungen aus gesundheitlichen Gründen nur bis zum 17. Gesang der „Hölle“ fortführen.

### Religion
- 31. Mai: Konrad von Megenberg veröffentlicht den Tractatus de limitibus parochiarum civitatis Ratisponensis, der die kirchliche Ordnung in Regensburg behandelt und eine beachtliche Wirkung entfaltet.
- Die Reklusin Juliana von Norwich erlebt während einer schweren Erkrankung angeblich 16 mystische Eröffnungen über das Leben Jesu Christi und die Heilige Dreifaltigkeit, über die sie zwanzig Jahre später in ihrem Buch Die Offenbarungen der göttlichen Liebe (Revelations of Divine Love) berichtet.

## Geboren

### Geburtsdatum gesichert
- 31. März: Katharina von Lancaster, Königin von Kastilien und León († 1418)
- 19. Juni: Francesco Foscari, Doge von Venedig († 1457)
- 25. Juli: Johanna II., Königin von Neapel und Titularkönigin von Jerusalem und Ungarn († 1435)
- 2. August: Adolf II., Graf von Kleve und Mark († 1448)
- 22. September: Thomas le Despenser, englischer Adeliger und Rebell († 1400)
- 3. Oktober: Hedwig von Anjou, König von Polen und Heilige der katholischen Kirche († 1399)
- 30. November: Andrea Malatesta, italienischer Adeliger († 1416)

### Genaues Geburtsdatum unbekannt
- Februar: Beatrix von Portugal, Königin von Kastilien und León
- Dschaqmaq, Sultan der Mamluken in Ägypten († 1453)
- Ernst, Herzog von Bayern-München († 1438)
- Edward of Norwich, englischer Adeliger († 1415)
- Johannes Schallermann, Bischof von Gurk († 1465)
- Wartislaw VIII., Herzog von Pommern († 1415)

### Geboren um 1373
- William Zouche, englischer Adeliger († 1415)

## Gestorben

### Todesdatum gesichert
- 16. Januar: Humphrey de Bohun, englischer Adeliger (* 1342)
- 1. April: Johann Schadland, deutscher Dominikaner, Großinquisitor für Deutschland, päpstlicher Nuntius und Kollektor sowie jeweils kurze Zeit Bischof von Kulm, Hildesheim, Worms und Augsburg und Administrator von Konstanz (* um 1311)
- 2. April: Johann Lüneburg, Lübecker Ratsherr
- 4. April: Johann von Luxemburg-Ligny, Bischof von Straßburg und Erzbischof von Mainz (* um 1342)
- 16. Mai: Jean I., Graf von Armagnac und Rodez (* 1311)
- 20. Juni: Raymond de Canillac, französischer Anwalt, Bischof und Kardinal (* um 1300)

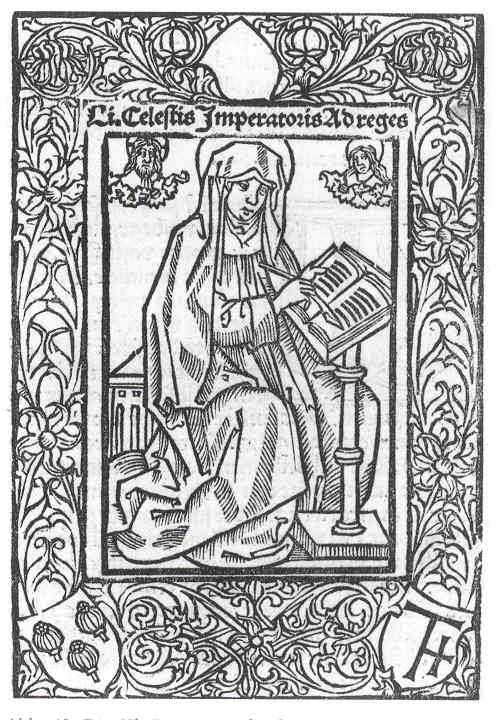
Die Hl. Birgitta, Holzschnitt aus Sunte Birgitten Openbaringe (Hans van Ghetelen 1496)

- 23. Juli: Birgitta von Schweden, Hofmeisterin und Gründerin des Erlöserordens (* 1303)
- 25. Juli: Magnus II., Herzog zu Braunschweig-Lüneburg (* 1324)
- 23. September: Diedrich Morneweg, Ratsherr der Hansestadt Lübeck
- 28. September: Guillaume Sudre,  französischer Bischof und Kardinal
- 7. November: Jean de Dormans, Bischof, Kardinal, Kanzler von Frankreich und Siegelbewahrer
- 25. November: Guy de Boulogne, Erzbischof von Lyon und Kardinalbischof von Porto (* vor 1313)

### Genaues Todesdatum unbekannt
- vor dem 6. August: Philipp VI., deutscher Adeliger (* um 1320)
- September: Elisabeth von Luxemburg-Böhmen, deutsche Adelige (* 1358)
- Boček I. von Podiebrad, böhmischer Adeliger
- Iwan Stefan, Zar von Bulgarien
- Ibn Kathīr, muslimischer Gelehrter (* um 1300)
- Walter Kerlinger, deutscher Inquisitor des Dominikanerordens
- Konstantin VI., König von Armenien